# Pseudolampona
Pseudolampona is een geslacht van spinnen uit de  familie van de Lamponidae.

## Soorten
- Pseudolampona binnowee Platnick, 2000
- Pseudolampona boree Platnick, 2000
- Pseudolampona emmett Platnick, 2000
- Pseudolampona glenmore Platnick, 2000
- Pseudolampona jarrahdale Platnick, 2000
- Pseudolampona kroombit Platnick, 2000
- Pseudolampona marun Platnick, 2000
- Pseudolampona spurgeon Platnick, 2000
- Pseudolampona taroom Platnick, 2000
- Pseudolampona warrandyte Platnick, 2000
- Pseudolampona woodman Platnick, 2000
- Pseudolampona wyandotte Platnick, 2000